# 布拉斯河
4°19′03″N 6°13′27″E / 4.317373°N 6.224294°E

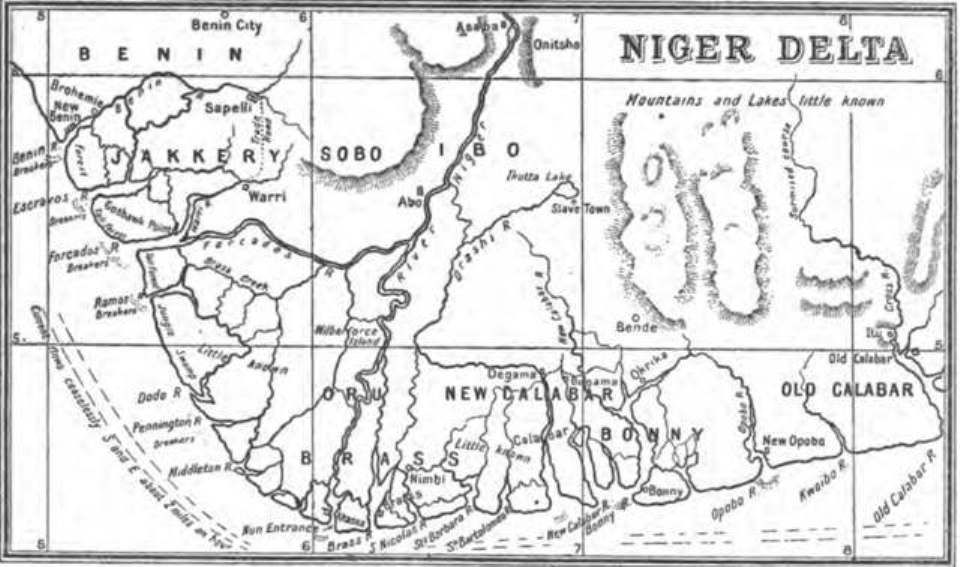

布拉斯河是尼日利亞的河流，處於尼日爾河三角洲，屬於農河的支流，河道全長161公里，在十九世紀是重要的貿易路線，運送奴隸和棕櫚油。